# زولیمیدین
زولیمیدین (به انگلیسی: Zolimidine) با فرمول شیمیایی C۱۴H۱۲N۲O۲S یک ترکیب شیمیایی با شناسه پاب‌کم ۱۴۶۵۲ است. که جرم مولی آن ۲۷۲٫۳۲ g/mol می‌باشد. 